# J. B. Holmes
John Bradley Holmes (* 26. April 1982 in Campbellsville, Kentucky) ist ein US-amerikanischer Profigolfer der PGA TOUR. Er zieht es vor nicht mit seinem Vornamen, sondern nur mit seinen Initialen als „J.B.“ angesprochen zu werden.
Nach einer sehr erfolgreichen Amateurlaufbahn, an deren Ende er 2005 im siegreichen Team der USA beim Walker Cup stand, wurde Holmes im Spätsommer jenes Jahres Berufsgolfer. Er gewann im Herbst das PGA Tour Qualifikationsturnier (Q-School) und errang somit die Spielberechtigung für die große nordamerikanische Turnierserie. Bei seinem ersten Antreten gelang ihm ein zehnter Platz bei der Sony Open in Hawaii und im Februar 2006 – es war der fünfte Start – siegte Holmes bei der FBR Open. Damit erreichte er die 1 Mio. $ Preisgeld-Marke, so schnell wie kein anderer PGA Tour Golfer vor ihm.
Am 1. September 2011 musste Holmes sich einer Gehirnoperation unterziehen, wobei eine Chiari-Malformation festgestellt wurde. Eine allergische Reaktion auf eine implantierte Titanplatte machte einen Monat später einen weiteren operativen Eingriff notwendig. Im Januar 2012 konnte er jedoch auf die PGA Tour zurückkehren.

## PGA Tour Siege
- 2006 FBR Open
- 2008 FBR Open
- 2014 Wells Fargo Championship
- 2015 Shell Houston Open
- 2019 Genesis Open

## Andere Turniersiege
- 2003 Kentucky Open (als Amateur)
- 2004 Kentucky Open (als Amateur)
- 2005 PGA Tour Qualifying Tournament
- 2010 CVS Caremark Charity Classic (mit Ricky Barnes)

## Resultate bei Major Championships
| Turnier           | 2003 | 2004 | 2005 | 2006 | 2007 | 2008 | 2009 | 2010 | 2011 | 2012 | 2013 | 2014 | 2015 | 2016 | 2017 | 2018 | 2019 |
| ----------------- | ---- | ---- | ---- | ---- | ---- | ---- | ---- | ---- | ---- | ---- | ---- | ---- | ---- | ---- | ---- | ---- | ---- |
| Masters           | DNP  | DNP  | DNP  | DNP  | DNP  | T25  | DNP  | DNP  | DNP  | DNP  | DNP  | DNP  | CUT  | T4   | 50   | DNP  | T62  |
| PGA Championship  | DNP  | DNP  | DNP  | T37  | DNP  | T29  | WD   | T24  | WD   | DNP  | DNP  | T65  | 24   | CUT  | T28  | CUT  | CUT  |
| US Open           | CUT  | DNP  | DNP  | T48  | DNP  | CUT  | T27  | DNP  | DNP  | DNP  | DNP  | T17  | T27  | CUT  | 12   | DNP  | CUT  |
| Open Championship | DNP  | DNP  | DNP  | CUT  | DNP  | CUT  | 69   | T14  | CUT  | DNP  | DNP  | CUT  | CUT  | 3    | T54  | DNP  | T67  |

DNP = nicht teilgenommen

WD = zurückgezogen

CUT = Cut nicht geschafft

„T“ geteilte Platzierung

Grüner Hintergrund für Siege

Gelber Hintergrund für Top 10

## Teilnahmen an Mannschaftsbewerben für die U.S.A.
Amateur
- Walker Cup: 2005

Professional
- Ryder Cup: 2008 (Sieger), 2016 (Sieger)
- Presidents Cup: 2015 (Sieger)